# Sheykhlar (ort i Iran)
Sheykhlar (persiska: شيخلر) är en ort i Iran.   Den ligger i provinsen Zanjan, i den nordvästra delen av landet, 400 km väster om huvudstaden Teheran. Sheykhlar ligger 1 976 meter över havet och antalet invånare är 188.
Terrängen runt Sheykhlar är lite bergig. Runt Sheykhlar är det ganska glesbefolkat, med 47 invånare per kvadratkilometer. Närmaste större samhälle är Dandī, 13,8 km öster om Sheykhlar. Trakten runt Sheykhlar består i huvudsak av gräsmarker.